# Serrodes nigha
Serrodes nigha là một loài bướm đêm trong họ Erebidae.